# تپه گورستان خرابه سار ۱
تپه قبرستان خرابه سار ۱ مربوط به دوران‌های تاریخی پس از اسلام است و در شهرستان بوئین‌زهرا، بخش آوج، روستای اردلان واقع شده و این اثر در تاریخ ۲۵ خرداد ۱۳۸۱ با شمارهٔ ثبت ۵۷۹۳ به‌عنوان یکی از آثار ملی ایران به ثبت رسیده است.